# 謝朓樓
謝朓樓，又稱北望樓、疊嶂樓，是中國安徽省宣城市宣州区的一座著名樓閣。江南四大名樓之一。
南北朝時門閥名士，陳郡謝氏的謝朓擔任宣城太守，在郡城之北的陵陽山修建一樓，稱「高齋」。《宣城縣志》记载：謝朓“视事高齋，吟啸自若，而郡亦治”。

## 沿革
唐代時，為紀念謝朓，因而重建此樓，以其在郡署之北，改稱北望樓，或作北樓。人稱謝朓樓、謝公樓。大詩人李白路過謝朓樓時，寫作了《宣州謝朓樓餞別校書叔雲》詩，並在詩中自比為謝朓，稱「中間小謝又清發」。從此謝朓樓知名天下。
唐咸通十五年（874年），宣州刺史獨孤霖改建此樓，改稱叠嶂楼。明嘉靖時寧國府知府方逢時重修，復稱高斋楼。清康熙時，知府许廷式重修，稱古北楼。光绪時，知府鲁一员再次重修，題二匾額，一曰叠嶂楼，另曰謝朓樓。
1937年抗日戰爭時謝朓樓毀於戰火，1949年後被改為烈士墓園。

## 現況
1997年在舊址重建謝脁樓，一座氣勢壯觀、四簷高飛、曲徑回廊的新樓於宣城重現。1998年5月，謝脁樓遺址被列為省級文物保護單位。遺址為一座高6公尺、面積1500平方公尺的高臺。為保護遺址，劃定的保護範圍是遺址基座四周各50公尺；劃定的建設控制地帶是保護範圍之外向南100公尺，向西80公尺，向東、北各50公尺。並成立謝脁樓管理處及謝脁公園。

## 題詠
- 宣州謝朓樓餞別校書叔雲（唐·李白）

棄我去者、昨日之日不可留，亂我心者、今日之日多煩憂。

長風萬里送秋雁，對此可以酣高樓。

蓬萊文章建安骨，中間小謝又清發。

俱懷逸興壯思飛，欲上青天覽日月。

抽刀斷水水更流，舉杯銷愁愁更愁。

人生在世不稱意，明朝散髮弄扁舟。

- 秋登宣城謝朓北樓（唐·李白）

江城如畫裏，山曉望晴空。

兩水夾明鏡，雙橋落彩虹。

人煙寒橘柚，秋色老梧桐。

誰念北樓上，臨風懷謝公。

- 和宣州沈大夫登北樓書懷（唐·杜牧）

兵符嚴重辭金馬，星劍光芒射斗牛。

筆落青山飄古韻，帳開紅旆照高秋。

香連日彩浮綃幕，溪逐歌聲繞畫樓。

可惜登臨佳麗地，羽儀須去鳳池遊。